# Libor Nováček
Libor Nováček (* 1979, Praha) je český klavírní virtuóz a pedagog. Mezi lety 1998-2009 žil a působil v Londýně, následně pobýval ve Španělsku (Burgos a León) a v roce 2013 se vrátil zpět do ČR. Na klavír se začal učit v dětství v Kamenici u Prahy, ve studiu hry pokračoval na konzervatoři v Teplicich u Miloslava Mikuly. Po maturitě začalo období sólistického cizelování na Guildhall School of Music and Drama u Joan Havill. Následovaly soutěže, ceny a ocenění – John Lill Piano Prize, Tunbridge Wells Young Concert Artist Competition, Young Concert Artist Trust (YCAT). Na soutěži The AXA Dublin International Piano Competition 2006 získal Libor 4. cenu a od stejného roku patří k umělcům firmy Steinway.
První úspěchy dosáhl již v raném věku a do svých 15 let již vystoupil na koncertech jako např. Musikhalle Hamburg, Teatro Colón, Kennedy Centre, Rudolfinum. Jako nejmladší český hudebník nahrál svůj první CD pro firmu PANTON (1994).
V roce se stal 2005 vítězem soutěže Landor Records, která mu zajistila dlouhodobou smlouvu na nahrávání CD. První snímek s díly Ravela, Janáčka, Debussyho a Martinů vyšel v roce 2006. Další nahrávka s díly F. Liszta Léta putování: Itálie a Mefistův valčík č. 1 byla nadšeně přijata a byla oceněna ve výběru šéfredaktora The Gramophone jako Editor’s Choice. V říjnu 2007 obdržel tento CD Diplom d’Honneur společnosti Ference Liszta v Budapešti. Nahrávka děl J. Brahmse získala v srpnu 2008 ocenění „Music Choice“ v časopise BBC Music Magazine. Naprosto strhující interpretace je označena jako nové měřítko v porovnání s nahrávkami J. Katchena a S. Richtera.
Jeho posledním CD z roku 2009  je nahrávka skladeb F Liszta- Léta putování- Švýcarsko a Útěchy, která získala řadu ocenění a kladných kritik.
Vystoupil na řadě festivalů a v koncertních sálech ve Velké Británii včetně Wigmore Hall, Brightonu, Ryedale, North Aldeborough, Chesteru and 3 Choirs Festivals, Festival Al Bustan. V roce 2009 debutoval s Royal Liverpool Philharmonic Orchestra, vystoupil v londýnském Barbicanu s Pražskou komorní filharmonií na festivalu Mostly Mozart Festival. Od roku 1994 Libor koncertoval v USA, Mexiku, Argentině, Brazílii, Španělsku, Francii, Itálii a Německu a řadě dalších zemí. Spolupracoval pravidelně s Československým komorním orchestrem a vystoupil mimo jiné s Pražským komorním orchestrem, Filharmonií B. Martinů, Hamburger Symphoniker, Philharmonie Südwestfallen, Brighton Philharmonic Orchestra, English Sinfonia, Royal Philharmonic Orchestra nebo European Union Chamber Orchestra. Vedl mistrovské kurzy ve Velké Británii, USA, Indii, Keni a Zimbabwe. Jeho vystoupení na mezinárodním hudebním festivalu Pražské jaro 2009 vzbudilo mimořádný ohlas.
Od roku 2014 se plně věnuje pedagogické činnosti a působící jak profesor klavíru na Pražské konzervatoři a od roku 2015 je Gastprofessor na Universität für Musik und Darstellende Kunst v rakouském Grazu.